# Lothar Höhne (Radsportler)

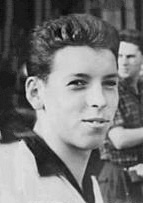
Lothar Höhne 1960

Lothar Höhne (* 30. September 1938 in Marzahna bei Wittenberg) ist ein ehemaliger deutscher Radrennfahrer, der in den 50er und 60er Jahren in der DDR aktiv war.

## Sportliche Laufbahn
Höhne begann seine Laufbahn als Radsportler 1955 bei der BSG Chemie Piesteritz. Er errang seine Erfolge ausnahmslos als Straßenfahrer. 1958 bestritt er als 19-Jähriger sein erstes Etappenrennen, als er bei der DDR-Rundfahrt in der Bezirksmannschaft Halle startete und als 37. im Endklassement rangierte. Er fuhr ab 1959 im Trikot des SC Rotation Leipzig, (wo er in kürzester Zeit in die Leistungsklasse I aufstieg) nach dessen Auflösung von 1963 bis 1966 für den Armeesportklub Vorwärts Leipzig. Er wurde zweimal DDR-Meister im 100-km-Mannschaftszeitfahren, 1959 mit dem SC Rotation und 1965 mit dem ASK Vorwärts. 1959 gewann er auch die Slowakei-Rundfahrt vor dem tschechoslowakischen Lokalmatador Jan Malten und konnte sich zweimal als Etappensieger auszeichnen. Drei Etappensiege bei der Rumänien-Rundfahrt zählten ebenfalls 1960 zu seinen Palmares.
Der DDR-Radsportverband nominierte Höhne für die Straßenweltmeisterschaft 1960, die auf dem Sachsenring ausgetragen wurde. Von den sechs teilnehmenden DDR-Fahrern erreichte er mit Rang 34 die fünftbeste Platzierung. 1961 gehörte Höhne zum DDR-Aufgebot für die Internationale Friedensfahrt Warschau–Ost-Berlin–Prag. Er gewann als Friedensfahrt-Neuling gleich die erste Etappe „Rund um Warschau“, fuhr eine Etappe im Gelben Trikot und erreichte mit dem DDR-Team Platz zwei in der Mannschaftswertung. In der Gesamteinzelwertung landete er auf dem 28. Rang. Nach einem schweren Sturz beim Tribüne Bergpreis musste er die Saison beenden. Im Folgejahr gehörte er wieder dem DDR-Sextett der Friedensfahrt an und belegte Platz 34.
In den Jahren 1962 und 1963 gewann Höhne das klassische Eintagesrennen Rund um Berlin. 1964 wurde er Zweiter. Das Traditionsrennen Berlin–Angermünde–Berlin gewann er 1963. 1964 war er im Auswahlrennen Rund um die Braunkohle und bei Rund um Niesky erfolgreich sowie Dritter der Harzrundfahrt. 1965 wurde er Gesamtsieger der Kopenhagener Radsporttage. Im längsten Eintagesrennen der DDR, bei Berlin–Cottbus–Berlin, wurde er 1966 Zweiter. Bei Etappenrennen erzielte er 1963 mit dem zweiten Platz in der Gesamtwertung der Ungarn-Rundfahrt und 1966 mit zwei Etappensiegen bei der DDR-Rundfahrt gute Leistungen, wurde jedoch nicht wieder in die DDR-Nationalmannschaft berufen. 28-jährig beendete er seine Sportkarriere im Herbst 1967 nach einem Sieg beim Kriterium im polnischen Gdynia.

## Berufliches
Er ist gelernter KfZ-Mechaniker.